# Systropalpus aurivulpes
Systropalpus aurivulpes är en tvåvingeart som beskrevs av Hull 1962. Systropalpus aurivulpes ingår i släktet Systropalpus och familjen rovflugor.
Artens utbredningsområde är Etiopien. Inga underarter finns listade i Catalogue of Life.